# Charles Lee Smith
Charles Lee Smith (* 1887; † 1964) war ein US-amerikanischer Bürgerrechtler. Für seinen Einsatz gegen die Vormachtstellung von Religionen nahm er eine Verurteilung wegen Blasphemie in Kauf. Smith gilt als letzter wegen Blasphemie Verurteilter in den USA.

## Leben
Smith betrieb seit 1928 in Little Rock, Arkansas ein Geschäft, in dem kostenlos atheistische Literatur zu erhalten war. Im Fenster war der folgende Schriftzug zu lesen: “Evolution Is True. The Bible's a Lie. God's a Ghost.” („Evolution ist wahr. Die Bibel ist eine Lüge. Gott ist ein Geist.“). Daraufhin wurde er wegen Blasphemie angeklagt. Als Atheist war er daraufhin nicht willens, vor Gericht den Eid auf die Bibel zu schwören. Für einige Tage im Gefängnis sorgte er aus Protest mit einem Hungerstreik für Aufmerksamkeit.
| Personendaten    | Personendaten                    |
| ---------------- | -------------------------------- |
| NAME             | Smith, Charles Lee               |
| KURZBESCHREIBUNG | US-amerikanischer Bürgerrechtler |
| GEBURTSDATUM     | 1887                             |
| STERBEDATUM      | 1964                             |